# Juraj Bača
Juraj Bača (né le 17 mars 1977 à Komárno) est un kayakiste slovaque pratiquant la course en ligne. 
Il a remporté une médaille de bronze lors des Jeux olympiques d'été de 2004.

## Palmarès

### Jeux olympiques
- 2004 à Athènes
  -  Médaille de bronze en K4 1 000 m

### Championnats du monde de course en ligne
- 2003 à Gainesville
  -  Médaille d'or en K4 500 m
  -  Médaille d'or en K4 1 000 m
- 2002 à Séville
  -  Médaille d'or en K4 500 m
  -  Médaille d'or en K4 1 000 m
- 2001 à Poznań
  -  Médaille de bronze en K4 500 m
- 1999 à Milan
  -  Médaille d'or en K2 1 000 m
- 1998 à Szeged
  -  Médaille d'or en K2 500 m

### Championnats d'Europe de course en ligne
- 2002 à Szeged
  -  Médaille d'or en K4 500 m
  -  Médaille d'or en K4 1 000 m
- 2001 à Milan
  -  Médaille d'or en K4 1 000 m
  -  Médaille d'argent en K4 500 m
- 1999 à Zagreb
  -  Médaille d'or en K2 1 000 m
  -  Médaille de bronze en K2 500 m
- 1997 à Plovdiv
  -  Médaille d'argent en K4 1 000 m